# Vinagre de Montilla-Moriles
El vinagre de Montilla-Moriles es el producto obtenido exclusivamente de la fermentación acética de vino, y con una acidez total, expresada en ácido acético, no inferior a 60 gr/ litro. El vino utilizado es vino de crianza, calificado, a partir de unas prácticas tradicionales o actualizadas y, que reúnen unas características analíticas y organolépticas que le son propias. Dicho vino calificado procede de la zona amparada por la Denominación de Origen Montilla-Moriles, a partir de uvas obtenidas de las viñas inscritas y elaborado, envejecido y almacenado en la citada zona vitivinícola.
Desde el 15 de enero de 2015, el vinagre de Montilla-Moriles es una denominación de origen protegida ante la Unión Europea, y desde el 22 de junio de 2021, posee el reconocimiento ante la Organización Mundial de la Propiedad Intelectual.

## Tipos de vinagre
Atendiendo al tipo de elaboración particular y envejecimiento, en la zona «Montilla-Moriles» se pueden distinguir los siguientes tipos de vinagres:

### Vinagres de envejecimiento
Son aquellos que se ven sometidos a una crianza en madera, bien por el sistema tradicional de «criaderas y solera», bien por el sistema tradicional de «añadas». Si, el vinagre se ve sometido a un período de envejecimiento estático por un tiempo superior a tres años, el resultante podrá ser denominado «Vinagre de Montilla-Moriles Añada».
Si por el contrario, el sistema de envejecimiento elegido es el sistema dinámico (criaderas y solera), atendiendo al período de envejecimiento podemos distinguir:
- Vinagre de Montilla-Moriles Crianza: si el período de envejecimiento en madera ha superado un período mínimo de seis meses.
- Vinagre de Montilla-Moriles Reserva: si la crianza en madera en como mínimo superior a dos años.
- Vinagre de Montilla-Moriles Gran Reserva: Cuando como mínimo se han superado los cinco años de envejecimiento en la madera.

### Vinagres Dulces
Son aquellos vinagres, que siendo envejecidos a través del sistema tradicional de «criaderas y solera», tienen la peculiaridad de poseer una adición de mosto concentrado. Atendiendo al período de envejecimiento al cual son sometidos podemos distinguir los diferentes tipos de Vinagres Dulce:
- Vinagre de Montilla-Moriles Dulce Crianza: si el período de envejecimiento en madera ha superado un período mínimo de seis meses.
- Vinagre de Montilla-Moriles Dulce Reserva: si la crianza en madera es como mínimo superior a dos años.
- Vinagre de Montilla-Moriles Dulce Gran Reserva: Cuando como mínimo se han superado los cinco años de envejecimiento en la madera.

#### Vinagres Dulces al Pedro Ximénez
Son vinagres dulces cuya característica principal es que la adición de mosto concentrado procede en este caso de mosto obtenido a partir de uva pasificada Pedro Ximénez. También se utiliza uno de los vinos únicos y más preciados en el mundo y que esta zona vitivinícola se hace portadora del mismo, el vino «Pedro Ximénez».
Estos vinagres son envejecidos a través del tradicional sistema de «criaderas y solera» y, a igual que los demás tipos de vinagres, podremos distinguir entre:
- Vinagre de Montilla-Moriles Dulce al Pedro Ximénez Crianza: si el envejecimiento en madera ha superado un período mínimo de seis meses.
- Vinagre de Montilla-Moriles Dulce al Pedro Ximénez Reserva: si la crianza en madera en como mínimo superior a dos años.
- Vinagre de Montilla-Moriles Dulce al Pedro Ximénez Gran Reserva. Cuando como mínimo se han superado los cinco años de envejecimiento en la madera.

#### Vinagres Dulces al Moscatel
Son vinagres dulces cuya característica principal es que la adición de mosto concentrado procede en este caso de mosto obtenido a partir de uva pasificada o no de la variedad Moscatel. También se pueden utilizar vinos dulces de la mencionada variedad. Estos vinagres son envejecidos a través del tradicional sistema de «criaderas y solera» y, al igual que los demás tipos de vinagres, podremos distinguir entre:
- Vinagre de Montilla-Moriles Dulce al Moscatel Crianza: si el envejecimiento en madera ha superado un período mínimo de seis meses.
- Vinagre de Montilla-Moriles Dulce al Moscatel Reserva: si la crianza en madera en como mínimo superior a dos años.
- Vinagre de Montilla-Moriles Dulce al Moscatel Gran Reserva»: cuando como mínimo se han superado los cinco años de envejecimiento en la madera.